# Kaldbaksbotnur
Kaldbaksbotnur er en lille bebyggelse  nederst i Mannafelsdalur i bunden af Kaldbaksfjørður på den færøske ø Streymoys østkyst. Mjørkadalur er en sidedal til Mannafelsdalur. Kaldbaksbotnur er Færøernes geografiske midtpunkt.
Kaldbaksbotnur lå tidligere i Kaldbaks kommuna, men blev indlemmet i Tórshavnar kommuna i 1976. Den 1. januar 2025 havde Kaldbaksbotnur 7 indbyggere, mod 13 i 1985.Bygdens postnummer er FO 185.
Kaldbaksbotnur består kun af to gårde. Vejen til nabobygden Kaldbak blev færdiggjort i 1977, og de to steder fik vejforbindelse til resten af Streymoy i 1980. Kollfjarðartunnilin mellem Kaldbaksbotnur og Signabøur åbnede i 1992.
Nord for bygden ligger dalen Mannafelsdalur. Et sagn fortæller, at i Mannafelsdalur stødte befolkningen syd og nord for fjordene sammen i en stor utilfredshedskamp over den skat, som den romerskkatolske kirke pålagde folk for at finansiere Magnuskatedralen i Kirkjubøur. Det siges, at græsset i Mannafelsdalur blev farvet rødt af blodet.
| - Kaldbaksbotnur - Kaldbaksbotnur - Kaldbaksbotnur 1. - www.www.faroeislands.dk - www.trap-faeroeerne.lex.dk 62°03′58″N 6°54′45″V / 62.0661°N 6.9125°V |